# Galleywood
Galleywood är en by och en civil parish i Chelmsford i Storbritannien.   Den ligger i grevskapet Essex och riksdelen England, i den sydöstra delen av landet, 50 km öster om huvudstaden London. Orten har 5 898 invånare (2001).